# Ana Pascu
Ana Pascu  także Ana Derșidan i Ana Ene (ur. 22 września 1944 w Bukareszcie, zm. 6 kwietnia 2022 tamże) – rumuńska florecistka, dwukrotna medalistka olimpijska i wielokrotna medalistka mistrzostw świata.

## Kariera sportowa
W 1963 roku zdobyła złoty medal na mistrzostwach świata juniorów. 
Na igrzyskach olimpijskich w Rzymie w 1960 roku została zgłoszona do startu w turnieju drużynowym, jednak ostatecznie nie wystąpiła. Na rozgrywanych cztery lata później igrzyskach olimpijskich w Tokio była piąta w zawodach drużynowych i dziewiąta w indywidualnych. Następnie zdobyła brązowy medal na igrzyskach olimpijskich w Meksyku w 1968 roku, gdzie reprezentacja Rumunii w składzie: Ecaterina Stahl-Iencic, Ileana Gyulai-Drîmbă, Olga Szabó-Orbán, Ana Ene i Maria Vicol zajęła drużynowo trzecie miejsce. Kolejny medal zdobyła podczas igrzysk olimpijskich w Monachium w 1972, wspólnie z Ecateriną Stahl-Iencic, Olgą Szabó-Orbán i Ileaną Gyulai-Drîmbą ponownie zajmując trzecie miejsce w zawodach w zawodach drużynowych. W turnieju indywidualnym odpadła w pierwszej rundzie. Brała też udział w igrzyskach olimpijskich w Montrealu w 1976 roku, zajmując 7. miejsce drużynowo i 28. indywidualnie.
Podczas mistrzostw świata w Turynie w 1961 roku wspólnie z Olgą Szabó-Orbán, Ecateriną Orb-Lazăr, Marią Vicol i Getą Sachelarie zajęła trzecie miejsce w turnieju drużynowym. W tej samej konkurencji zdobyła także złoty medal na mistrzostwach świata w Hawanie (1969), srebrny na mistrzostwach świata w Ankarze (1970) oraz brązowe na mistrzostwach świata w Montrealu (1967), mistrzostwach świata w Göteborgu (1973) i mistrzostwach świata w Grenoble (1974). Ponadto wywalczyła również brązowy medal w turnieju indywidualnym na mistrzostwach świata w Wiedniu w 1971 roku, plasując się za Francuzką Marie-Chantale Demaille i Węgierką Ildikó Rejtő.
Po zakończeniu kariery sportowej została trenerką i działaczką. W latach 1982–2013 stała na czele związku szermierczego w swojej ojczyźnie, a w latach 2004-2021 była wiceprezydentem FIE. Odznaczona Orderem Zasługi Sportowej III Klasy (1968 i 1973), Orderem Zasługi (2000) i Orderem Zasługi Sportowej I Klasy (2004).